# Börje Mårelius
Helge Anders Börje Mårelius, född 9 juni 1920 i Malmö, död 17 oktober 1998 i Stockholm, var en svensk flöjtist.
Mårelius studerade vid Stockholms musikkonservatorium 1939–1941, var engagerad i Göteborgs symfoniorkester 1950–1955 och var soloflöjtist i Sveriges Radios symfoniorkester 1955–1981. Han var lärare vid Kungliga Musikhögskolan 1972–1976. Mårelius var medlem i Radiosymfonikernas blåsarkvintett. Han invaldes som ledamot 825 av Kungliga Musikaliska Akademien den 13 december 1979. Mårelius medverkade i filmen "Fanny och Alexander", regi av Ingmar Bergman, samt i TV-serien "Dårfinkar och dönickar", regi av Rumle Hammerich.